# Bukchon
Bukchon (북촌?, 北村?, BukchonLR, Pukch'onMR) è un villaggio situato a Seul, in Corea del Sud.
Tra le principali mete turistiche della città, con una media giornaliera di diecimila visitatori nel 2018, Bukchon (che significa "villaggio a nord", così chiamato a causa della sua posizione nella parte superiore del fiume Cheonggyecheon e di Jongno) si estende su un'area di 1.076.302 metri quadrati che attraversa i quartieri di Gahoe-dong, Gye-dong, Samcheong-dong, Wonseo-dong, Jae-dong e Palpan-dong, e consiste di un gruppo di hanok risalenti agli anni Sessanta situate sulla cima di una collina tra il Gyeongbokgung, il Changdeokgung e il Santuario di Jongmyo.
Dato che la zona è ricca di siti storici, è anche considerata un museo all'aria aperta nel centro della città.

## Topografia
Bukchon si trova ai piedi meridionali di una catena montuosa che collega il Bugaksan alla cima Eungbong, configurandosi come luogo propizio secondo il feng shui, e sorge su un terreno basso a sud e rialzato a nord, formando così quattro valli nelle quali scorrono dei torrenti. L'area contiene anche tracce di vecchie strade costruite lungo i corsi d'acqua, sviluppate durante e dopo il periodo Joseon, oltre a una serie di proprietà storiche legate alle hanok, costruite rapidamente a partire dal 1900 circa. Come indicato dalla Mappa della capitale (Doseongdo, 1750), dalla Mappa completa delle risaie (Suseonjeondo, 1892), dalla Carta stradale di Gyeongseong (1927) e dalle mappe redatte dopo gli anni 2000, molte strade sono state mantenute nella loro forma originale.
L'area settentrionale, che comprende il parco di Samcheong, il Bugaksan e una foresta, è calda in inverno, trovandosi in posizione più elevata rispetto alla zona meridionale.

## Storia

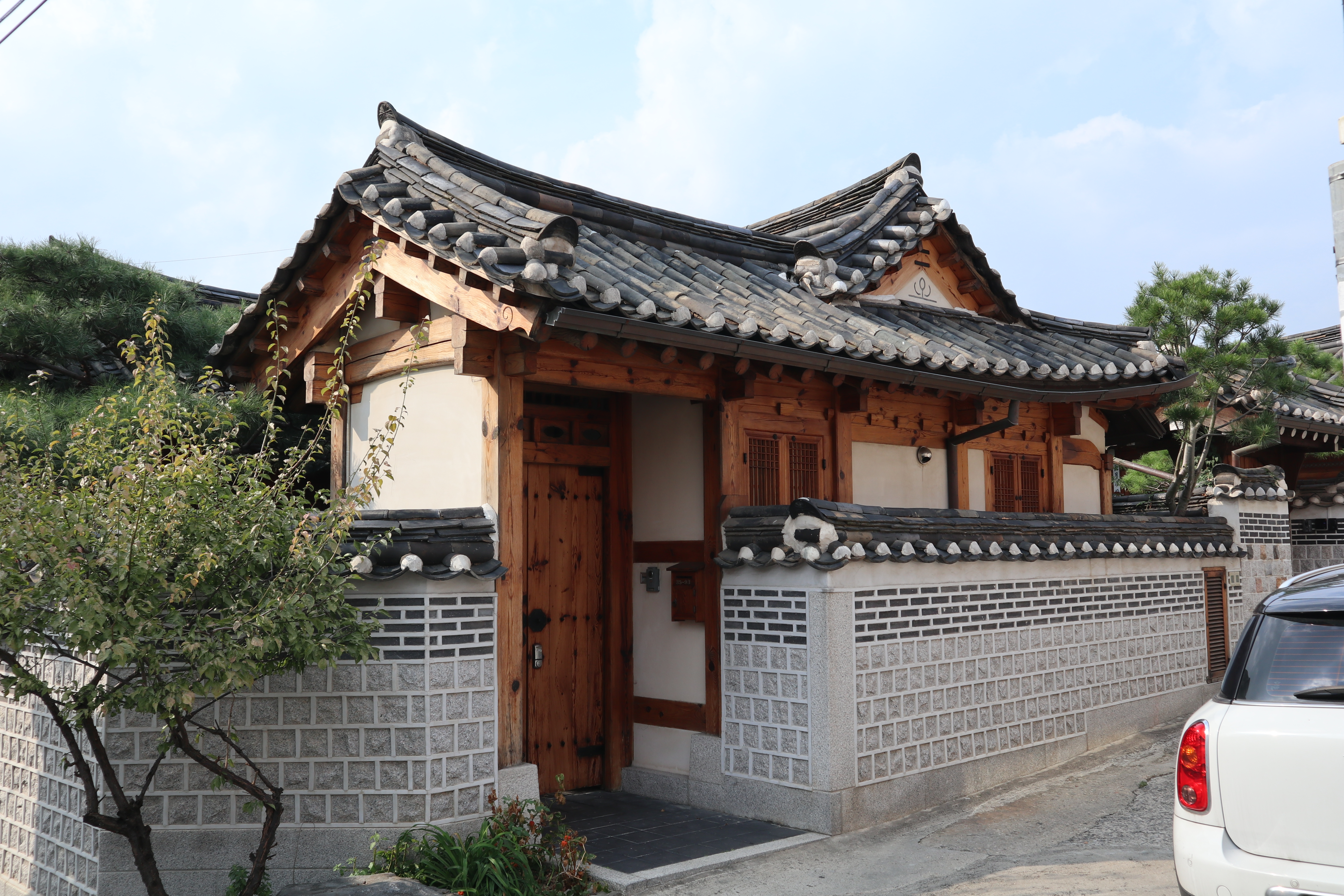
Una casa tradizionale di Bukchon.

Bukchon era tradizionalmente una zona residenziale dei nobili durante la dinastia Joseon: nel 1906 ospitava 10.241 abitanti suddivisi in 1.932 unità familiari, il 43,6% dei quali erano appartenenti alla nobiltà o funzionari del governo. Sotto l'occupazione giapponese era abitata principalmente dai maggiori esponenti del partito illuminista, come Park Yeong-hyo e Kim Ok-gyun, dal bon-gwan Min di Yeoheung e dagli attivisti per l'indipendenza coreana. A causa della forte pressione esercitata dalla crescita demografica, a partire dal 1912 vennero rapidamente costruiti diversi tipi di hanok su appezzamenti di terreno di medie e grandi dimensioni per risolvere il problema abitativo: a differenza di quelle esistenti, usavano materiali come vetro e piastrelle, e avevano grondaie estese con lastre di ferro zincato e una struttura standardizzata adattata alle esigenze moderne e all'ambiente urbano. Negli anni Trenta del Novecento vennero fondate le zone residenziali di Gahoe-dong, Samcheong-dong e Gye-dong. Aree simili continuarono a essere costruite dalla liberazione della Corea nel 1945 fino ai primi anni Sessanta.
La configurazione dell'area di Bukchon cambiò tra gli anni Settanta e Ottanta, quando gran parte degli abitanti dell'area di Gangbuk e delle scuole della zona fu trasferita a Gangnam e gli edifici scolastici vennero sostituiti dalla Biblioteca Pubblica di Jeongdok, dalla sede della Corte Costituzionale e da un palazzo da 15 piani che ospitava la  Hyundai Engineering & Construction Co.. L'amministrazione locale attuò quindi una politica di conservazione delle hanok e applicò loro un rigido sistema di controllo simile a quello in vigore per i beni culturali: molte case furono demolite per ampliare la strada, il che causò numerose denunce da parte dei residenti, siccome non erano stati consultati. Nel maggio 1991 il governo metropolitano di Seul stabilì che le case potessero essere alte fino a 10 metri (tre piani anziché uno solo), favorendo l'edificazione dei condomini. Ciò causò la demolizione di circa 600 case tradizionali nell'area di Bukchon. Nel 1994, una nuova regolamentazione sugli edifici intorno al Gyeongbokgung portò la loro altezza da 10 a 16 metri (cinque piani), accelerando la costruzione di case multiplex e una diffusa demolizione di hanok in tutto Bukchon. Per questo, nel 1999 la Jongno Bukchon Readjustment Association, un'associazione di residenti, chiese al Seoul Institute di studiare una nuova politica di riadattamento di Bukchon insieme ai residenti, agli esperti e al governo metropolitano di Seul. Dopo aver creato un sistema di registrazione delle hanok – a cui i residenti aderivano volontariamente – nel 2001 venne implementata una politica per conservare lo stato originale degli hanok e aiutare i proprietari a sostenerne le spese di manutenzione e adattamento allo stile di vita moderno.

## Turismo
Bukchon è una delle principali mete turistiche di Seul, e nel 2018 registrava una media giornaliera di diecimila visitatori. Trattandosi di un'area prevalentemente residenziale, l'elevato flusso turistico ha generato le proteste degli abitanti, molti dei quali si sono trasferiti altrove a causa del rumore e dell'aumento del costo della vita: tra il 2012 e il 2017, la popolazione dei quartieri di Gahoe-dong e Samcheong-dong è scesa del 16,3%, passando da 9.005 residenti a 7.537. Nel marzo 2025 è stato introdotto un coprifuoco per i turisti, che sono autorizzati a visitare la zona soltanto tra le 10 e le 17, pena una multa.